# West for Wishing
West for Wishing – debiutancki minialbum grupy Matchbook Romance, wydany 8 kwietnia 2003 roku nakładem Epitaph Records.

## Lista utworów
1. "14 Balloons"
2. "The Greatest Fall of All Time"
3. "Hollywood Vine"
4. "Farewell to Friends"
5. "Save Yourself"